# Zhu’an Shigui
Zhu’an Shigui (chiń. 竹庵士珪 pinyin Zhú’ān Shìguī; kor. 죽암사규 Chugam Sagyu; jap. Chikuan Shikei; wiet. Trúc Am Sĩ?; ur. 1083, zm. 1146) – chiński mistrz chan z frakcji yangqi szkoły linji.

## Życiorys
Shigui pochodził z miasta Chengdu w prowincji Syczuan.
Jako młody chłopiec opuścił dom rodzinny i udał się do klasztoru Dazi (Wielkiego Współczucia) w Chengdu. Jego nauczycielem był Zongya. Studiował tam Surangama Sutra. Po 5 latach studiów opuścił klasztor i jako „yunshui wędrował praktykując pod kierunkiem wielu nauczycieli.
W końcu dotarł na górę Longmen, gdzie przebywał mistrz chan Foyan Qingyuan (1068–1120). Shigui, który był już doświadczonym uczniem chanu, zademonstrował mistrzowi swoje zrozumienie. Foyan dał mu radę
Twoje uchwycenie umysłu jest całkowite, jednak musisz otworzyć swoje oczy i uszy.
Shigui został uczniem mistrza Foyana i piastował stanowisko kierownika gmachu mnichów, a także był służącym mistrza.
(...)Shigui powiedział Jak to jest, kiedy ustają pytania i odpowiedzi?
Foyan powiedział To tak, jakbyś uderzył młotkiem w tablicę przy gmachu mnichów.
Shigui niezrozumiał tego, co chciał powiedzieć Foyan. Wieczorem Foyan przyszedł do pomieszczenia Shiguia i rozmawiał z nim. W trakcie rozmowy Shigui przypomniał ich wcześniejszą rozmowę.
Foyan powiedział Czcza gadanina.
Po usłyszeniu tego Shigui doświadczył wielkiego oświecenia.
Po jakimś czasie po otrzymaniu od mistrza przekazu Dharmy i opuszczeniu klasztoru Shigui rozpoczął nauczać. Około 1115 r. przebywał i nauczał chanu w Tianning. Przebywał tam do 1135 r., kiedy – po zaproszeniu od cesarza – został opatem klasztoru Nengren.
Mnich zapytał Shigui Co jest pierwszą zasadą?
Shigui powiedział To, o co zapytałeś, jest drugą zasadą.
W 1146 r. mistrz zwołał całą kongregację i wszystkich świeckich pracujących dla klasztoru, i wygłosił ostatnie nauki. Następnego dnia wykąpał się, uderzył w dzwon aby zgromadzić mnichów, siadł w pozycji medytacyjnej i zmarł. Relikwie pozostałe po kremacji zostały umieszczone w stupie na górze Gu.

## Linia przekazu Dharmy zen
Pierwsza liczba oznacza liczbę pokoleń od Pierwszego Patriarchy chan w Indiach Mahakaśjapy.
Druga liczba oznacza liczbę pokoleń od Pierwszego Patriarchy chan w Chinach Bodhidharmy.
Trzecia liczba oznacza początek nowej linii przekazu w innym kraju.
- 38/11. Linji Yixuan (zm. 867) szkoła linji
- 39/12. Xinghua Cunjiang (830–888/925) *także Weifu
- 40/13. Nanyuan Huiyong (860–930) *także Baoying
- 41/14. Fengxue Yanzhao (896–973)
- 42/15. Shoushan Xingnian (926–993) *także Shengnian
- 43/16. Fenyang Shanzhao (947–1024) *także Fenzhou lub Fenxue
- 44/17. Ciming Chuyuan (987–1040) *także Shishuang i Nanyuan
  - 45/18. Huanglong Huinan (1002–1069) frakcja huanglong
  - 45/18. Yangqi Fanghui (992–1049) frakcja yangqi
    - 46/19. Baiyun Shouduan (1025–1079)
      - 47/20. Wuzu Fayan (1024–1104)
        - 48/21. Yuanwu Keqin (1063–1135)
        - 49/21. Foyan Qingyuan (1068–1120)
          - 50/22. Zhu’an Shigui (1083–1146)
          - 50/22. Gao’an Shanwu (1074–1132)